# بروسفيل-إيدي
بروسفيل-إيدي (بالإنجليزية: Bruceville-Eddy)‏ هي مدينة أمريكية تقع في ولاية تكساس.تبلغ مساحة هذه المدينة 8.4 (كم²)،ويبلغ عدد سكانها 1490 نسمة حسب إحصاء سنة 2010 م. تشير إحصاءات سنة 2000م بأن الكثافة السكانية في هذه المدينة تقدر بـ(177.9) نسمة/كم2.

## التركيبة السكانية
حدّد مكتب تعداد الولايات المتحدة بيانات التركيبة السكانية لبروسفيل-إيدي في تعداد الولايات المتحدة. في ما يلي، التركيبة السكانية حسب تعدادي 2000 و2010.

### تعداد عام 2000
بلغ عدد سكان بروسفيل-إيدي 1,490 نسمة بحسب تعداد عام 2000، وبلغ عدد الأسر 543 أسرة وعدد العائلات 432 عائلة مقيمة في المدينة. في حين سجلت الكثافة السكانية 139.6 نسمة لكل كيلومتر مربع (361.6/ميل2). وبلغ عدد الوحدات السكنية 587 وحدة بمتوسط كثافة قدره 55 لكل كيلومتر مربع (142.4/ميل2).
وتوزع التركيب العرقي للمدينة بنسبة 89.73% من البيض و0.81% من الأمريكيين الأفارقة و0.67% من الأمريكيين الأصليين و0.07% من الأمريكيين ذوي الأصول الآسيوية و6.51% من الأعراق الأخرى و2.21% من عرقين مختلطين أو أكثر و10.34% من الهسبانيون أو اللاتينيون من أي عرق.
بلغ عدد الأسر 543 أسرة كانت نسبة 41.1% منها لديها أطفال تحت سن الثامنة عشر تعيش معهم، وبلغت نسبة الأزواج القاطنين مع بعضهم البعض 65% من أصل المجموع الكلي للأسر، ونسبة 9% من الأسر كان لديها معيلات من الإناث دون وجود شريك، بينما كانت نسبة 5.5% من الأسر لديها معيلون من الذكور دون وجود شريكة وكانت نسبة 20.4% من غير العائلات. تألفت نسبة 18.2% من أصل جميع الأسر من عدة أفراد يعيشون في نفس المنزل ونسبة 9.2% كانت تتألف من شخص يعيش بمفرده يبلغ من العمر 65 عاماً أو أكثر. وبلغ متوسط حجم الأسرة المعيشية 2.74، أما متوسط حجم العائلات فبلغ 3.10.
بلغ العمر الوسطي للسكان 35.3 عاماً. وكانت نسبة 29.7% من القاطنين تحت سن الثامنة عشر، وكانت نسبة 5.9% بين الثامنة عشر والرابعة والعشرين عاماً، ونسبة 30.3% كانت واقعةً في الفئة العمرية ما بين الخامسة والعشرين والرابعة والأربعين عاماً، ونسبة 21.7% كانت ما بين الخامسة والأربعين والرابعة والستين، ونسبة 12.3% كانت ضمن فئة الخامسة والستين عاماً فما فوق. يوجد لكل 100 أنثى 94.3 ذكر، ويوجد لكل 100 أنثى في الثامنة عشر من عمرها فما فوق 96.6 ذكر.

### تعداد عام 2010
بلغ عدد سكان بروسفيل-إيدي 1,475 نسمة بحسب تعداد عام 2010، وبلغ عدد الأسر 542 أسرة وعدد العائلات 406 عائلة مقيمة في المدينة. في حين سجلت الكثافة السكانية 138.2 نسمة لكل كيلومتر مربع (357.9/ميل2). وبلغ عدد الوحدات السكنية 587 وحدة بمتوسط كثافة قدره 55 لكل كيلومتر مربع (142.4/ميل2).
وتوزع التركيب العرقي للمدينة بنسبة 90.98% من البيض و1.90% من الأمريكيين الأفارقة و0.34% من الأمريكيين الأصليين و0.34% من الأمريكيين ذوي الأصول الآسيوية و0.07% من سكان جزر المحيط الهادئ و3.93% من الأعراق الأخرى و2.44% من عرقين مختلطين أو أكثر و12.81% من الهسبانيون أو اللاتينيون من أي عرق.
بلغ عدد الأسر 542 أسرة كانت نسبة 40.2% منها لديها أطفال تحت سن الثامنة عشر تعيش معهم، وبلغت نسبة الأزواج القاطنين مع بعضهم البعض 54.1% من أصل المجموع الكلي للأسر، ونسبة 14.9% من الأسر كان لديها معيلات من الإناث دون وجود شريك، بينما كانت نسبة 5.9% من الأسر لديها معيلون من الذكور دون وجود شريكة وكانت نسبة 25.1% من غير العائلات. تألفت نسبة 20.8% من أصل جميع الأسر من عدة أفراد يعيشون في نفس المنزل ونسبة 10.1% كانت تتألف من شخص يعيش بمفرده يبلغ من العمر 65 عاماً أو أكثر. وبلغ متوسط حجم الأسرة المعيشية 2.72، أما متوسط حجم العائلات فبلغ 3.12.
بلغ العمر الوسطي للسكان 39.0 عاماً. وكانت نسبة 26% من القاطنين تحت سن الثامنة عشر، وكانت نسبة 9.5% بين الثامنة عشر والرابعة والعشرين عاماً، ونسبة 24.1% كانت واقعةً في الفئة العمرية ما بين الخامسة والعشرين والرابعة والأربعين عاماً، ونسبة 26.2% كانت ما بين الخامسة والأربعين والرابعة والستين، ونسبة 14.2% كانت ضمن فئة الخامسة والستين عاماً فما فوق. وتوزع التركيب الجنسي للسكان بنسبة 49.1% ذكور و50.9% إناث.